# Ajumako/Enyan/Essiam
Ajumako/Enyan/Essiam är ett distrikt i Ghana.   Det ligger i regionen Centralregionen, i den södra delen av landet, 80 km väster om huvudstaden Accra.